# Constantinos Makrides
Constantinos Makrides (grec: Κωνσταντίνος Μακρόπουλος)  (Nicòsia, 13 de gener de 1982) és un exfutbolista xipriota de la dècada de 2010.
Fou 76 cops internacional amb la selecció xipriota.
Pel que fa a clubs, fou jugador, entre d'altres, de FC Metalurh Donetsk, Omonia i APOEL.